# Quartier Montorgueil
Le quartier Montorgueil, qui se situe sur la rive droite de la Seine à Paris dans le 2e arrondissement, est un ancien quartier administratif de Paris. C'est désormais un ensemble de rues piétonnières qui s'articule autour de la rue Montorgueil. Il s'étend sur les quartiers administratifs du Mail et de Bonne-Nouvelle.

## Origine du nom
Le nom de Montorgueil est celui d'une butte appelée au XIIIe siècle le Mons Superbus, au XVe siècle le Mont-Orgueil, au XVIIe siècle la Butte-aux-Gravois, et au XIXe siècle la butte de Bonne-Nouvelle (du nom de son église Notre-Dame-de-Bonne-Nouvelle).
Cette butte se trouve juste au nord du quartier Montorgueil, à la limite entre le 2e et le 10e arrondissement, immédiatement au sud du boulevard de Bonne-Nouvelle.

## Situation et accès
Le quartier est l'extension, au nord, du quartier piétonnier des Halles. Il est compris entre les rues du Louvre à l'ouest, d'Aboukir et Réaumur au nord, de Palestro à l'est, de Turbigo et Étienne-Marcel au sud.
L’altitude du quartier est peu élevée du fait de la Seine toute proche, qui en fait un quartier à risque en cas de crue.
Limites lors de sa création, en 1811 :

partant de la Pointe Saint-Eustache, et suivant à droite les rues Comtesse-d'Artois, Montorgueil, des Petits-Carreaux, Thévenot, Saint-Denis, de la Chanvrerie, Mondétour, Pirouette, de la Tonnellerie jusqu'à la Pointe Saint-Eustache.
Les stations les plus proches sont :
- Les Halles (ligne 4) ;
- Gare de Châtelet - Les Halles (lignes A, B et D) ;
- Étienne Marcel (ligne 4) ;
- Sentier (ligne 3) ;
- Réaumur-Sébastopol (lignes 3 et 4).

On y trouve aussi de nombreuses stations Vélib' : rue Montmartre, rue Étienne-Marcel, rue Bachaumont, rue Française et allée Pierre-Lazareff.

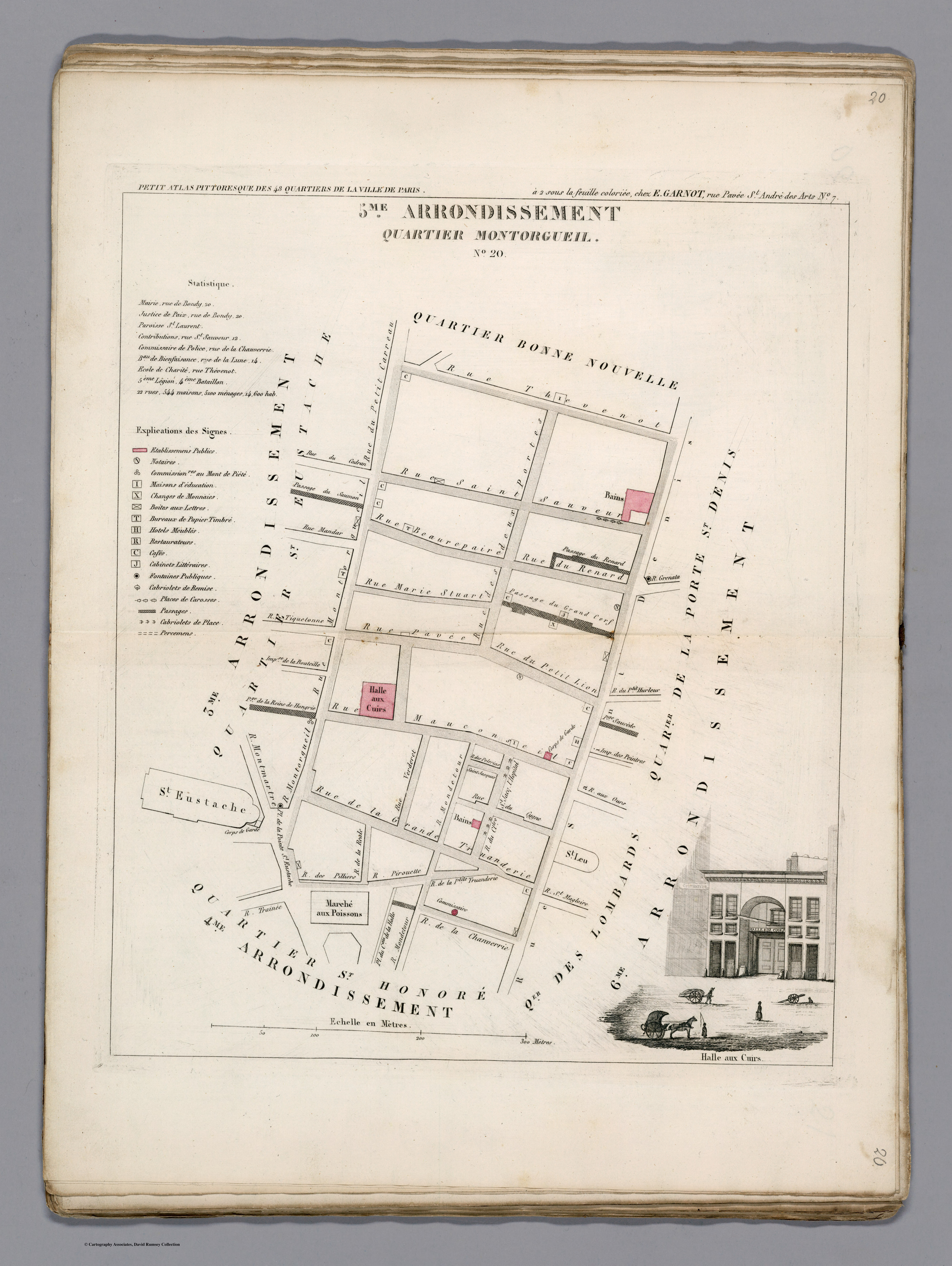
Plan du quartier Montorgueil dans l'ancien 5e arrondissement en 1834.

## Historique
Ce quartier est créé en 1790, durant la Révolution française, sous le nom révolutionnaire de section de Mauconseil, qui deviendra en 1792 la section de Bon-Conseil. Par arrêté préfectoral du 10 mai 1811, la section Bon-Conseil, qui était située dans l'ancien 5e arrondissement de Paris, prend le nom de quartier Montorgueil.
Le quartier ayant été peu affecté par les transformations de Paris sous le Second Empire, Montorgueil a conservé la physionomie urbanistique et architecturale du Vieux Paris. C'est après l'édification de l'enceinte de Charles V, au XIVe siècle, que son emplacement est à l'intérieur des limites de Paris.
La loi du 16 juin 1859 fait disparaître ce quartier administratif, dès lors partagé entre le 1er arrondissement (quartier des Halles) et le 2e arrondissement (quartiers du Mail et de Bonne-Nouvelle).
L’habitat très concentré et les ruelles étroites ont mené à la piétonnisation du quartier à partir de la fin du XXe siècle. La circulation automobile est très réduite rue Montorgueil et dans les rues adjacentes depuis 1991 ; le tronçon de la rue Montmartre compris entre la rue Étienne-Marcel et la rue du Louvre est piétonnier depuis 2007.

## Environnement
Le quartier, proche du Jardin des Halles, est paradoxalement dépourvu d'espaces verts, seulement quelques petits squares comme à l'intersection des rues Tiquetonne et Étienne-Marcel, le carrefour des rues Montmartre et du Louvre et l’allée Pierre-Lazareff parallèle à la rue Réaumur.
Ce quartier à l’ambiance villageoise, très animé la journée et en soirée, plus calme la nuit, voit déambuler une population hétéroclite : résidents, Parisiens, touristes, banlieusards... attirés par de nombreux commerces, salles de sport, cafés et restaurants à la réputation branchée. Cette animation doit beaucoup à la régulation stricte du trafic automobile par des bornes rétractables installées en 1991 à ses entrées ; ces bornes ont été désactivées par la Ville en 2011, aboutissant à un retour de véhicules dans les rues.

## Littérature
- Le roman Le Voyage d'hiver d'Amélie Nothomb se passe dans ce quartier.